# Mó
Mó (do latim mola) são pedras de moinho usadas em moinhos, para moer trigo ou outros grãos.

As pedras de moinho vêm em pares: uma base estacionária convexa conhecida como pedra de base e uma pedra côncava que gira. O movimento do corredor em cima da pedra cria uma ação de "tesoura" que tritura os grãos presos entre as pedras. As mós são construídas de modo que sua forma e configuração ajudem a canalizar a farinha moída para as bordas externas do mecanismo de coleta.

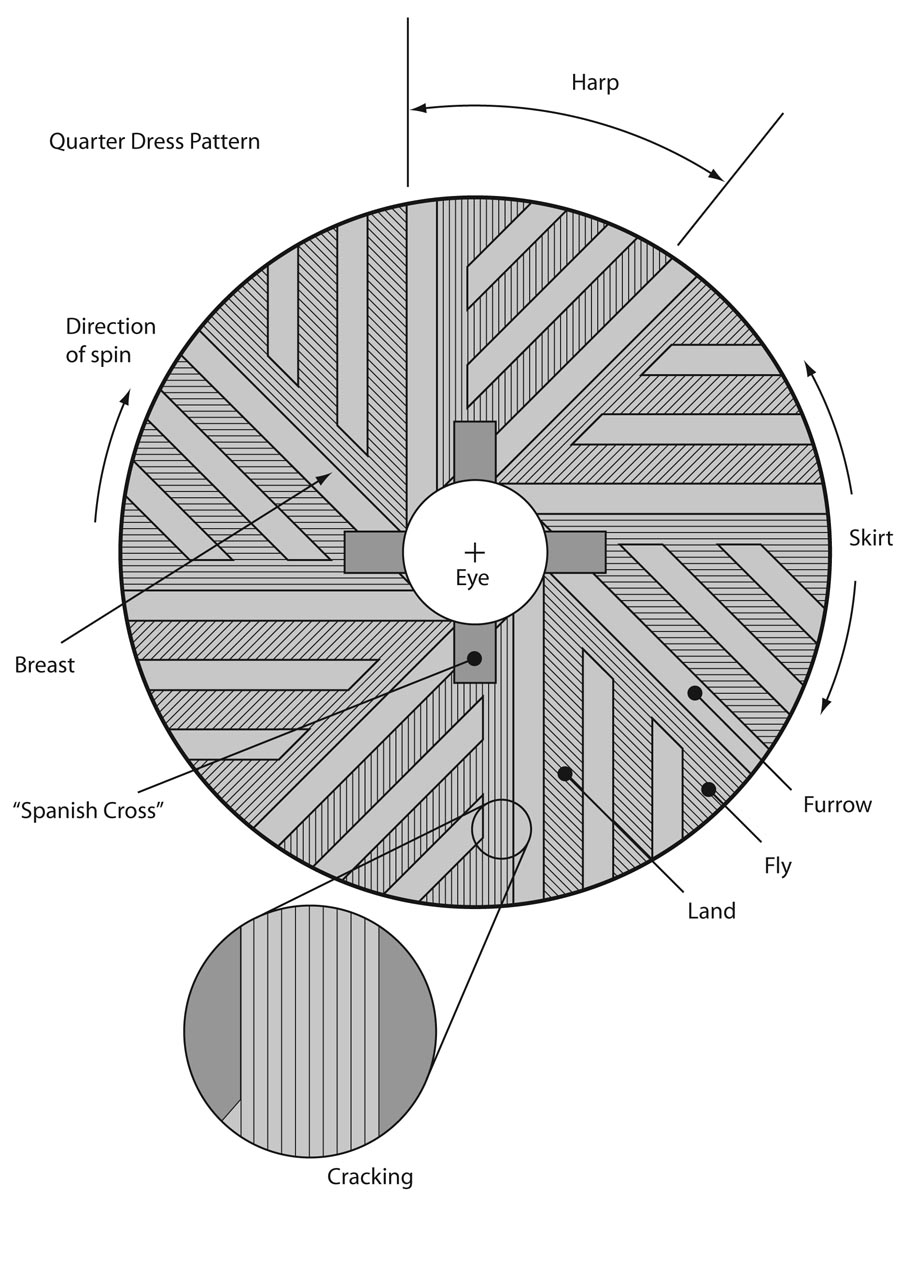
Anatomia básica de uma mó. Note que essa é uma pedra de moer: a mão de mó não teria a "cruz espanhola" onde o suporte encaixa.

## Características
A superfície de uma mó é dividida por sulcos profundos chamados sulcos em áreas planas separadas chamadas terras. Espalhando-se para longe dos sulcos estão sulcos menores chamados de franjas ou rachaduras. As ranhuras fornecem uma aresta de corte e ajudam a canalizar a farinha moída para fora das pedras.
Os sulcos e terrenos são dispostos em padrões repetidos. Uma pedra de moinho típica terá seis, oito ou dez padrões repetidos. O padrão é repetido na face de cada pedra, quando são colocados frente a frente os padrões se entrelaçam em uma espécie de movimento de "tesoura" criando a função de corte ou moagem das pedras. Quando em uso regular, as pedras precisam ser lixadas periodicamente, ou seja, recortadas para manter as superfícies de corte afiadas.
As mós precisam ser equilibradas uniformemente, e conseguir a separação correta das pedras é crucial para a produção de uma farinha de boa qualidade. O moleiro experiente poderá ajustar sua separação com muita precisão.

## Brasil
De acordo com o livro Pré-História da Terra Brasilis, a presença de mós e mãos de mó em sítios arqueológicos constitui um vestígio do processamento de cereais pelos habitantes daquele sítio. Esse tipo de mó, muito mais simples que a moderna, constitui-se de duas pedras: a mão de mó e a pedra de moer. A mó é uma pedra de superfície plana ou ligeiramente côncava pelo desgaste do uso, onde era colocado o vegetal a ser esmagado com pressões laterais ou pequenas batidas com a mão de mó.

## Austrália
Na Austrália, ainda hoje são utilizados instrumentos semelhantes à mó e mão de mó por aborígenes.